# Ahigal
Ahigal é um município da Espanha na província
de Cáceres,
comunidade autónoma da Estremadura, de área 52,1 km². Em 2021 tinha 1 393 habitantes (densidade: 26,7 hab./km²).
É o nono município de Espanha com mais de 1000 habitantes com menor taxa de renda bruta declarada, apenas 12.088 euros por ano por habitante.

## Demografia
| Variação demográfica do município entre 1991 e 2016 | Variação demográfica do município entre 1991 e 2016 | Variação demográfica do município entre 1991 e 2016 | Variação demográfica do município entre 1991 e 2016 | Variação demográfica do município entre 1991 e 2016 |
| --------------------------------------------------- | --------------------------------------------------- | --------------------------------------------------- | --------------------------------------------------- | --------------------------------------------------- |
| 1991                                                | 1996                                                | 2001                                                | 2004                                                | 2016                                                |
| 1791                                                | 1666                                                | 1602                                                | 1605                                                | 1409                                                |